# Joël Froment
Pour les articles homonymes, voir Froment.
 (septembre 2023).
Si vous disposez d'ouvrages ou d'articles de référence ou si vous connaissez des sites web de qualité traitant du thème abordé ici, merci de compléter l'article en donnant les références utiles à sa vérifiabilité et en les liant à la section « Notes et références ».
 (juillet 2017).
Joël Froment, né le 27 avril 1938 à Versailles et mort le 2 juin 2023 à Saint-Mandé, est un peintre et sculpteur français.
Il est l'ultime lauréat du grand prix de Rome en peinture en 1968.

## Biographie
Michel Joël Henri Froment étudie aux Beaux-Arts de Paris de 1962 à 1968. En 1968, il obtient son diplôme supérieur d’arts plastiques, et la même année, il reçoit le dernier grand prix de Rome, puis il séjourne à Rome de 1968 à 1972 avec Balthus comme directeur.
Après une période d’abstraction lyrique, il se dirige vers une abstraction géométrique et minimaliste. Il s’intéresse à la couleur sous son aspect énergétique[C'est-à-dire ?]: le noir étant inerte, on passe du bleu foncé au vert, et la vibration de la couleur progresse pour continuer avec le jaune puis le rouge, dont l’«énergie» est maximale. Il s’agit de mettre les formes et les couleurs en « tension », par les contrastes et les oppositions.
En 1985, il rencontre le mouvement Madi International — mouvement international se composant d’une soixantaine d’artistes de 15 pays différents — qu’il présidera de 1996 à 2008.

## Expositions

### Expositions personnelles
- 1988 : New York, États-Unis.
- 1993 : galerie Olivier Nouvellet
- 1997: galerie Claude Dorval
- 1996-2000 : galerie Greene, Albuquerque, États-Unis.
- 1996 : galerie Arte stuktura International, Paris.
- 2003 : galerie Arquebusiers (Interface), Hamamatsu Japon.
- 2004-2006  : Centre géométrique international Madi, Paris.
- 2006 : galerie Dune, Hamamatsu, Japon.
- 2009 : galerie Dune, Hamamatsu.
- [Quand ?] : galerie White Elephant, Madi, Paris.
- 2011 : galerie Arichi, Paris.

### Expositions collectives
- 1973-2011 : Salon des réalités nouvelles.
- [Quand ?] : Tokyo.
- [Quand ?] : Osaka.
- [Quand ?] : Kyoto.
- [Quand ?] : Budapest.
- [Quand ?] :  Millenaris Park Dallas,  États-Unis.
- [Quand ?] : musée  La Plata, Argentine.
- [Quand ?] : galerie Palatina, 7e Salone d’arte Moderno, Forli, Italie.
- [Quand ?] : Suprémadisme, Moscou.
- [Quand ?] : Centre de géométrie Madi International, Paris.
- [Quand ?] : Monochrome, Milan, Paris, Tokyo.
- [Quand ?] : FIAC, Paris.
- [Quand ?] : Maison de l’Amérique latine, « Buenos-aires 1946-Paris 2008 ».
- [Quand ?] : Foire internationale, Buenos Aires, La Plata.
- [Quand ?] : exposition Madi, Budapest.
- [Quand ?] : Millenaris Park, Dallas.
- [Quand ?] : gallerie z. Museum, Bratislava.
- [Quand ?] : Nove Zamky, Slovaquie.
- [Quand ?] : Fenny gallery, Budapest.
- [Quand ?] : Galeria Palatina, Argentine.

## Œuvres dans les collections publiques
États-Unis
- Dallas, Museum of Geometric and MADI Art[4]

Hongrie
- Győr, Madi Mobile Museum[5]

## Divers
- Réalisation d’un film vidéo : Aquarelle métallique, 1987.
- « La traversée » dans Che vuoi?, Éditions Autrement, 2003.